# Мадисон (Виргиния)
Ма́дисон (англ. Madison) — американский город и окружной центр в округе Мадисон, Виргиния. По данным переписи 2010 года население составляло 210 человек. Код FIPS 51-48488, GNIS ID 1498511, ZIP-код 22719, 22727.

## Население
По данным переписи 2000 года население составляло 210 человек, в городе проживало 57 семей, находилось 109 домашних хозяйств и 115 строений с плотностью застройки 201,8 строения на км². Плотность населения 368,6 человека на км². Расовый состав населения: белые — 71,90 %, афроамериканцы — 28,10 %.
В 2000 году средний доход на домашнее хозяйство составлял $32 188 USD, средний доход на семью $43 750 USD. Мужчины имели средний доход $34 500 USD, женщины $18 958 USD. Средний доход на душу населения составлял $21 445 USD. Около 4,5 % семей и 8,1 % населения находятся за чертой бедности, включая 9,1 % молодежи (до 18 лет) и 5,1 % престарелых (старше 65 лет).